# Fabio Contestabile
Fabio Contestabile (Maroggia, 15 febbraio 1954 – Gravesano, 10 luglio 2022) è stato un poeta e insegnante svizzero.
Pubblicò le sue opere scrivendo in lingua italiana. Parlava anche tedesco e francese.

## Biografia
Fabio Contestabile nacque a Maroggia, nel Canton Ticino, nel 1954. Dopo gli studi ginnasiali e liceali a Lugano, si laureò presso l'Università di Zurigo in lingue nel 1979. Per quasi un ventennio insegnò in diverse scuole medie del Cantone.

## Carriera

### Esordio eCon parole semplici
Il suo esordio letterario è relativamente tardo: del 2007 la pubblicazione della prima raccolta poetica Con parole semplici presso l'Ulivo di Balerna. Si tratta di un'opera in cui il tema dominante – il rapporto conflittuale tra il poeta-personaggio e il mondo – si articola attraverso immagini e soluzioni espressive equilibrate e suggestive per l'attenzione a ritmi e sonorità.

### Non c'è che il fluire crescente
Opera pubblicata nel 2009, si tratta di una piccola silloge di dodici componimenti incentrati sul senso del limite di cui necessitiamo per potere immaginare ciò che ci circonda: spazio, tempo, vita e morte. La parola, come suggerisce il componimento da cui è derivato il titolo, sembra quasi imporsi nel cercare di delimitare ciò che è informe per definizione: un paradosso della mente, ma anche una condizione esistenziale. Sempre nel corso del 2010 alcuni testi appaiono su La clessidra, Jocker.

### Spazi e tempi,Alla chiara fonteeScreziato di metallo il suono
Presso l'editore Manni di Lecce compare nel 2011 Spazi e tempi. La nuova raccolta affronta secondo prospettive diverse (come mostra la struttura interna delle sezioni - intitolate  Il disordine, I nomi dei luoghi, Trasparenze, Curvature del tempo, Storie – che procede dal "disordine immaginativo/emozionale" alla concretezza del quotidiano) il tema esistenziale dell'individuo calato nella realtà, realtà che però, seppur delimitata e descrivibile nello spazio e nel tempo, sfugge quando lo sguardo si fa più acuto: l'indagine sui contorni ed i limiti dell'esperienza finisce col proiettare l'immaginazione in spazi inconoscibili,  quasi lungo la "curvatura" del tempo e  la moltiplicazione delle dimensioni. Sorge così una sorta di dialogo tra presente e ciò che la fisica chiama spaziotempo, tra storia individuale e visione esistenziale assoluta. E l'esperienza sconfina allora nello smarrimento, poiché pare che nulla trovi più un posto fisso, o viva solo in un tempo.
La raccolta gli vale l'invito presso le giornate letterarie di Soletta del 2012 e presso la Seetaler Poesiesommer lucernese; da qui l'idea di una pubblicazione con traduzione tedesca a fronte, indirizzata al pubblico della Svizzera tedesca.  Esce così nel 2013, sempre per Alla chiara fonte, la piccola raccolta Screziato di metallo il suono, con traduzione in tedesco di Marisa Rossi. Una scelta di questi testi (solo in italiano) sono su "L'immaginazione", 274, marzo-aprile 2013.

### Il senso incerto
Nel febbraio del 2018 esce una nuova e corposa raccolta poetica: Il senso incerto, Manni, San Cesario di Lecce, pp. 147, che è, in certo qual modo, una summa dei temi prediletti: l’indagine ai confini del subconscio, l’osservazione della realtà che spesso porta allo straniamento (tema che trova a sua volta un’eco nei testi dedicati al viaggio) o alla percezione di un altrove intimo e non di rado inquietante, il tempo (che non sempre scorre secondo le leggi che conosciamo), la memoria e i luoghi (intesi, questi ultimi, come entità che vanno oltre la loro percezione fisica).

### Opere minori
Ulteriori contributi dell'autore sono: Soliloquio d'autore, in: Sempre, senza misura. Omaggio a Giovanni Orelli, a c. di P. De Marchi e F. Pusterla, Edizioni Sottoscala, Bellinzona, 2013 e sette inediti in: AA.VV., Le carte dei poeti, Museo Civico Villa dei Cedri, Bellinzona, 2015. Da ultimo, nel 2015 viene dato alle stampe il volume La mappa per Pétur, ADV Alla Chiara Fonte, Lugano, 2015, pp. 233, primo lavoro in prosa dell'Autore ed originale insieme narrativo che va oltre le classiche e correnti definizioni di generi letterari quali romanzo o racconto autobiografico.

## Pubblicazioni

### Poesia
- Con parole semplici, Balerna, Ulivo, 2007.
- Non c'è che il fluire crescente, Lugano, Alla chiara fonte, 2010.
- Spazi e tempi, San Cesario di Lecce, Manni, 2011.
- Screziato di metallo il suono, con traduzione in tedesco di Marisa Rossi, Lugano, Alla chiara fonte, 2013
- Il senso incerto, San Cesario di Lecce, Manni, 2018

### Prosa
- La mappa per Pétur, ADV Alla chiara fonte, Lugano, 2015.